# Jagd auf blaue Diamanten
Jagd auf blaue Diamanten ist ein 1964 vor Ort in Südafrika entstandener Abenteuerfilm mit rein deutschsprachiger Besetzung in den Hauptrollen. Unter der Regie des Revuefilmroutiniers Paul Martin spielten Harald Leipnitz, Joachim Hansen, Marisa Mell und Ann Smyrner.

## Handlung
Die Diamond Walkers (so auch der Originaltitel dieses Films) sind Eingeborene des Stammes der Habari, einem Nomadenvolk, das rastlos durch die Wüste zieht. Die Diamond Walkers leben vom Gelegenheitsschmuggel und bringen illegal heiße Ware, vor allem Edelsteine, über die Grenzen des Sperrbezirks. In letzter Zeit jedoch konstatiert die südafrikanische Polizei, dass der Schmuggel immer stärker zunimmt und jemand die Habari straff zu organisieren und zu führen scheint. Wer der Drahtzieher hinter den Kulissen ist, hat die Staatsmacht bislang nicht herausfinden können, der geheimnisvolle Boss konnte sich bislang noch jedem Zugriff entziehen. Als sein Name wird „Ngela“ angegeben. Das ist der Ausgangspunkt dieser Geschichte.
Im Auftrag des südafrikanischen Minenbesitzers de Ridder soll der Abenteurer Mike Johnson eine Safari organisieren. Johnson wirft rasch ein Auge auf die selbstbewusste und verführerische Tochter de Ridders, Irene. Der Reichtum, der die Ridders umgibt, blendet Johnson so sehr, dass in ihm bald die blanke Habgier erwacht. Aus dem anständigen Großwildjäger wird im Laufe der Tage ein durch und durch skrupelloser Ganove, der sich bei Gelegenheit auch Diamanten anzueignen weiß, die ihm nicht gehören. Um diese Ausbeute zu versilbern, geht Johnson buchstäblich über Leichen und tötet vier Expeditionsteilnehmer. Als er anschließend versucht, die unterschlagenen Diamanten "Ngela" zu verkaufen, wird er von eben diesem selbst ausgetrickst.
Derweil hat Johnson in Peter Wade, dem ebenso gradlinigen wie langweiligen Verlobten Irene de Ridders, seinen ärgsten Widersacher gefunden. Irene und Peter wollen Mike Johnson mit seinen Verbrechen keinesfalls davonkommen lassen. Unermüdlich jagt man ihm nach und muss zugleich darauf achten, nicht mit den Diamond Walkers oder den wilden Tieren in Konflikt zu kommen. Mit Hilfe des südafrikanischen Polizisten Sergeant Barrett können sie Johnson und auch "Ngela" schließlich stellen. Als beide sich ihrer Festnahme widersetzen, kommt es zum Zweikampf Gut gegen Böse, und Johnson wie "Ngela" sterben den filmgerechten Schurkentod.

## Produktionsnotizen
Jagd auf blaue Diamanten wurde 1964 an mehreren Drehorten in Südafrika (den Lone Hill Studios, Upington und Umgebung) gedreht und am 20. August 1965 erstmals in der Bundesrepublik Deutschland gezeigt. In Österreich lief der Streifen am 26. November 1965 an.
Reinhard Glemnitz spricht auf dem Off die einleitenden Worte.

## Kritiken
Paimann’s Filmlisten lobte bei Jagd auf blaue Diamanten die „sehenswerten Originalaufnahmen“ und fand die schauspielerischen Leistungen „angenehm dargestellt“.
Das Lexikon des Internationalen Films lobte die „schönen Farbaufnahmen“, kritisierte aber die „platte(r) Handlung und talentlose(r) Darstellung“.